# Eredivisie 2016
La Eredivisie 2016 è la 32ª edizione del campionato di football americano di primo livello, organizzato dalla AFBN.

## Squadre partecipanti
| Club                 | Città               | Stadio | Sponsor ufficiale | Risultato nella stagione 2015 |
| -------------------- | ------------------- | ------ | ----------------- | ----------------------------- |
| 010 Trojans          | Rotterdam           |        |                   |                               |
| Alphen Eagles        | Alphen aan den Rijn |        |                   |                               |
| Amsterdam Crusaders  | Amsterdam           |        |                   |                               |
| Amstelland Panthers  | Amsterdam           |        |                   |                               |
| Arnhem Falcons       | Arnhem              |        |                   |                               |
| Groningen Giants     | Groninga            |        |                   |                               |
| Hilversum Hurricanes | Hilversum           |        |                   |                               |
| Lightning Leiden     | Leida               |        |                   |                               |

## Stagione regolare

### Calendario

#### 1ª giornata
| 14 febbraio 2016 | Lightning Leiden | 3 – 6 | Arnhem Falcons |  |

| 14 febbraio 2016 | Groningen Giants | 0 – 20 | Hilversum Hurricanes |  |

#### 2ª giornata
| 21 febbraio 2016 | 010 Trojans | 0 – 44 | Amsterdam Crusaders |  |

#### 3ª giornata
| 28 febbraio 2016 | Hilversum Hurricanes | 7 – 14 | Alphen Eagles |  |

#### 4ª giornata
| 6 marzo 2016 | Arnhem Falcons | 0 – 50 (0-8 0-6 0-22 0-14) | Amsterdam Crusaders |  |

#### 5ª giornata
| 20 marzo 2016 | Amsterdam Panthers | 0 – 20 | Alphen Eagles |  |

| 20 marzo 2016 | 010 Trojans | 42 – 13 | Lightning Leiden |  |

#### 6ª giornata
| 27 marzo 2016 | Amsterdam Panthers | 0 – 20 | Groningen Giants |  |

| 27 marzo 2016 | Arnhem Falcons | 14 – 20 | 010 Trojans |  |

#### 7ª giornata
| 3 aprile 2016 | Amsterdam Crusaders | 78 – 0 | Lightning Leiden |  |

| 3 aprile 2016 | Hilversum Hurricanes | 20 – 0 | Amsterdam Panthers |  |

| 3 aprile 2016 | Alphen Eagles | 27 – 7 | Groningen Giants |  |

#### 8ª giornata
| 10 aprile 2016 | Alphen Eagles | 20 – 0 | Amsterdam Panthers |  |

#### 9ª giornata
| 24 aprile 2016 | Amsterdam Crusaders | 20 – 0 | Arnhem Falcons |  |

| 24 aprile 2016 | Lightning Leiden | 0 – 41 | 010 Trojans |  |

| 24 aprile 2016 | Alphen Eagles | 12 – 0 | Hilversum Hurricanes |  |

| 24 aprile 2016 | Groningen Giants | 20 – 0 | Amsterdam Panthers |  |

#### 10ª giornata
| 1º maggio 2016 | 010 Trojans | 20 – 14 | Arnhem Falcons |  |

| 1º maggio 2016 | Lightning Leiden | 12 – 76 | Amsterdam Crusaders |  |

#### 11ª giornata
| 8 maggio 2016 | Amsterdam Panthers | 0 – 20 | Hilversum Hurricanes |  |

| 8 maggio 2016 | Arnhem Falcons | 41 – 6 | Lightning Leiden |  |

| 8 maggio 2016 | Groningen Giants | 7 – 17 | Alphen Eagles |  |

#### 12ª giornata
| 15 maggio 2016 | Amsterdam Crusaders | 38 – 27 | 010 Trojans |  |

| 15 maggio 2016 | Hilversum Hurricanes | 13 – 0 | Groningen Giants |  |

#### 13ª giornata
| 29 maggio 2016 | Hilversum Hurricanes | 17 – 28 | Arnhem Falcons |  |

| 29 maggio 2016 | 010 Trojans | 17 – 15 | Groningen Giants |  |

#### 14ª giornata
| 5 giugno 2016 | Amsterdam Crusaders | 75 – 7 | Hilversum Hurricanes |  |

| 5 giugno 2016 | Arnhem Falcons | 29 – 7 | Alphen Eagles |  |

| 5 giugno 2016 | Lightning Leiden | 20 – 0 | Amsterdam Panthers |  |

#### 15ª giornata
| 12 giugno 2016 | Amsterdam Panthers | 0 – 20 | 010 Trojans |  |

| 12 giugno 2016 | Alphen Eagles | 0 – 0 | Amsterdam Crusaders |  |

| 12 giugno 2016 | Groningen Giants | 21 – 30 | Lightning Leiden |  |

### Classifiche
Le classifiche della regular season sono le seguenti:
- PCT = percentuale di vittorie, G = partite giocate, V = partite vinte, P = partite perse, PF = punti fatti, PS = punti subiti

#### Girone A
| Pos. | Squadra             | PCT  | G | V | N | P | PF  | PS  |
| ---- | ------------------- | ---- | - | - | - | - | --- | --- |
| 1    | Amsterdam Crusaders | .938 | 8 | 7 | 1 | 0 | 381 | 46  |
| 2    | 010 Trojans         | .750 | 8 | 6 | 0 | 2 | 187 | 138 |
| 3    | Arnhem Falcons      | .500 | 8 | 4 | 0 | 4 | 132 | 143 |
| 4    | Lightning Leiden    | .250 | 8 | 2 | 0 | 6 | 84  | 305 |

#### Girone B
| Pos. | Squadra              | PCT  | G | V | N | P | PF  | PS  |
| ---- | -------------------- | ---- | - | - | - | - | --- | --- |
| 1    | Alphen Eagles        | .813 | 8 | 6 | 1 | 1 | 117 | 50  |
| 2    | Hilversum Hurricanes | .500 | 8 | 4 | 0 | 4 | 104 | 129 |
| 3    | Groningen Giants     | .250 | 8 | 2 | 0 | 6 | 90  | 124 |
| 4    | Amstelland Panthers  | .000 | 8 | 0 | 0 | 8 | 0   | 160 |

## Playoff

### Tabellone
|  | Semifinali | Semifinali           | Semifinali |             |    | XXXII Tulip Bowl    | XXXII Tulip Bowl | XXXII Tulip Bowl |  |
|  |            |                      |            |             |    |                     |                  |                  |  |
|  | 1A         | Amsterdam Crusaders  | 49         |             |    |                     |                  |                  |  |
|  | 1A         | Amsterdam Crusaders  | 49         |             |    |                     |                  |                  |  |
|  | 2B         | Hilversum Hurricanes | 21         |             |    |                     |                  |                  |  |
|  | 2B         | Hilversum Hurricanes | 21         |             | 1A | Amsterdam Crusaders | 40               |                  |  |
|  |            |                      |            |             | 1A | Amsterdam Crusaders | 40               |                  |  |
|  |            |                      | 2A         | 010 Trojans | 6  |                     |                  |                  |  |
|  | 1B         | Alphen Eagles        | 2A         | 010 Trojans | 6  | 14                  |                  |                  |  |
|  | 1B         | Alphen Eagles        |            |             |    |                     |                  |                  |  |
|  | 2A         | 010 Trojans          | 17         |             |    |                     |                  |                  |  |

### Semifinali
| 19 giugno 2016 | Amsterdam Crusaders | 49 – 21 | Hilversum Hurricanes |  |

| 19 giugno 2016 | Alphen Eagles | 14 – 17 | 010 Trojans |  |

### XXXII Tulip Bowl
| 2 luglio 2016 | Amsterdam Crusaders | 40 – 6 (7-0 14-6 7-0 12-0) | 010 Trojans | (1200 spett.) |

## Verdetti
- Amsterdam Crusaders Campioni dei Paesi Bassi 2016 (18º titolo)